# Кубок мира WTA среди пар
Чемпионат WTA в парном разряде (англ. WTA Doubles Championships, также известный как Чемпионат мира по теннису в женском парном разряде и Кубок мира по теннису в женском парном разряде) — женский международный профессиональный теннисный турнир, проходивший с 1975 по 1997 год под эгидой Женской теннисной ассоциации (WTA).
Турнир проводился отдельно от итоговых турниров тура Virginia Slims (позже WTA-тур), иногда сразу вслед за ними, и со значительно более скромным призовым фондом (до 200 тысяч долларов США в 1991 году). В первой половине своей истории турнир в основном проводился на крытых ковровых кортах, а в 1982 году и начиная с 1991 года — на открытых грунтовых кортах.

## История проведения
| Годы      | Название                                           | Место проведения             | Покрытие  |
| --------- | -------------------------------------------------- | ---------------------------- | --------- |
| 1975—1977 | Bridgestone Doubles Championships                  | Токио, Япония                | Ковёр (i) |
| 1978      | Bridgestone Doubles Championships                  | Солт-Лейк-Сити, США          | Ковёр (i) |
| 1979—1981 | Bridgestone Doubles Championships                  | Токио                        | Ковёр (i) |
| 1982      | Bridgestone Doubles Championships                  | Форт-Уэрт, Техас, США        | Грунт     |
| 1983—1985 | Bridgestone Doubles Championships                  | Токио                        | Ковёр (i) |
| 1986      | Bridgestone Doubles Championships                  | Нашвилл, США                 | Ковёр (i) |
| 1987      | Bridgestone Doubles Championships                  | Токио                        | Ковёр (i) |
| 1988      | World Doubles Championships                        | Токио                        | Ковёр (i) |
| 1989      | Virginia Slims International Doubles Championships | Токио                        | Ковёр (i) |
| 1990      | World Doubles Championships                        | Орландо, США                 | Ковёр (i) |
| 1991      | Light 'n' Lively Doubles Championships             | Тарпон-Спрингз, Флорида, США | Грунт     |
| 1992—1994 | Light 'n' Lively Doubles Championships             | Тампа, США                   | Грунт     |
| 1995—1997 | World Doubles Cup                                  | Эдинбург, Великобритания     | Грунт     |

## Победительницы и финалистки
Четырёхкратной победительницей турнира была Мартина Навратилова, добившаяся этого успеха с тремя разными партнёршами. По три раза выигрывали турнир Билли-Джин Кинг, Лариса Савченко и Джиджи Фернандес.
Хотя турнир 11 лет проходил в Японии и 3 года в Великобритании, японкам ни разу не удалось выиграть его, а две представительницы Великобритании, Вирджиния Уэйд и Сью Баркер, побеждавшие на нём, сделали это задолго до переезда турнира в Эдинбург. Таким образом, единственными хозяйками турнира, которым удавалось его выиграть, были американки: трижды на американской земле побеждали чисто американские пары и ещё дважды американка становилась одной из двух победительниц.
| Год  | Победительницы                              | Финалистки                            | Счёт в финале    |
| ---- | ------------------------------------------- | ------------------------------------- | ---------------- |
| 1975 | Маргарет Корт Вирджиния Уэйд                | Розмари Касальс Билли-Джин Кинг       | 6-7, 7-6, 6-2    |
| 1977 | Мартина Навратилова Бетти Стове             | Франсуаза Дюрр Вирджиния Уэйд         | 7-5, 6-3         |
| 1978 | Билли-Джин Кинг Мартина Навратилова (2)     | Франсуаза Дюрр Вирджиния Уэйд         | 6-4, 6-4         |
| 1979 | Франсуаза Дюрр Бетти Стове (2)              | Сью Баркер Энн Кийомура               | 7-5, 7-6         |
| 1980 | Билли-Джин Кинг (2) Мартина Навратилова (3) | Сью Баркер Энн Кийомура               | 7-5, 6-3         |
| 1981 | Сью Баркер Энн Кийомура                     | Барбара Поттер Шэрон Уолш             | 7-5, 6-2         |
| 1982 | Мартина Навратилова (4) Пэм Шрайвер         | Кэти Джордан Энн Смит                 | 7-5, 6-3         |
| 1983 | Билли-Джин Кинг (3) Шэрон Уолш              | Кэти Джордан Энн Смит                 | 6-1, 6-1         |
| 1984 | Энн Кийомура (2) Пэм Шрайвер (2)            | Барбара Джордан Элизабет Сейерс       | 6-3, 6-7, 6-3    |
| 1985 | Кэти Джордан Элизабет Смайли                | Бетси Нагельсен Энн Уайт              | 4-6, 7-5, 6-2    |
| 1986 | Барбара Поттер Шэрон Уолш (2)               | Кэти Джордан Элизабет Смайли          | 6-4, 6-3         |
| 1987 | Клаудиа Коде-Кильш Гелена Сукова            | Элис Берджин Пэм Шрайвер              | 6-1, 7-6         |
| 1988 | Катрина Адамс Зина Гаррисон                 | Робин Уайт Джиджи Фернандес           | 7-5, 7-5         |
| 1989 | Робин Уайт Джиджи Фернандес                 | Элизабет Смайли Венди Тёрнбулл        | 6-2, 6-2         |
| 1990 | Наталья Зверева Лариса Савченко             | Манон Боллеграф Мередит Макграт       | 6-4, 6-1         |
| 1991 | Джиджи Фернандес (2) Гелена Сукова (2)      | Наталья Зверева Лариса Савченко       | 4-6, 6-4, 7-6(3) |
| 1992 | Яна Новотна Лариса Савченко (2)             | Наталья Зверева Аранча Санчес-Викарио | 6-4, 6-2         |
| 1993 | Наталья Зверева (2) Джиджи Фернандес (3)    | Лариса Савченко Аранча Санчес-Викарио | 7-5, 6-3         |
| 1994 | Яна Новотна (2) Аранча Санчес-Викарио       | Наталья Зверева Джиджи Фернандес      | 6-2, 7-5         |
| 1995 | Мередит Макграт Лариса Савченко (3)         | Манон Боллеграф Ренне Стаббз          | 6-2, 7-6(2)      |
| 1996 | Николь Арендт Манон Боллеграф               | Наталья Зверева Джиджи Фернандес      | 6-3, 2-6, 7-6    |
| 1997 | Николь Арендт (2) Манон Боллеграф (2)       | Рейчел Макквиллан Нана Мияги          | 6-1, 3-6, 7-5    |